# 쑨룽
쑨룽(중국어 간체자: 孙龙, 정체자: 孫龍, 병음: Sūn Lóng, 한자음: 손룡, 2000년 8월 28일~)은 중화인민공화국의 쇼트트랙 선수이다. 2022년 동계 올림픽에 참가했고 세계 선수권 대회에서 금메달 3개, 은메달 1개를 획득했다.